# Thorbjørn Svenssen
Thorbjørn Svenssen (Sandefjord, 22 aprile 1924 – Sandefjord, 8 gennaio 2011) è stato un calciatore norvegese, di ruolo difensore.

## Carriera
Ha giocato per tutta la sua carriera come difensore centrale nel Sandefjord.
Ha vestito 104 volte la maglia della nazionale norvegese, per cui ha giocato dal 1947 al 1962, detenendo il record di presenze per diversi anni. È stato il secondo calciatore a raggiungere le cento presenze in nazionale, dopo l'inglese Billy Wright.
Ha partecipato ai Giochi Olimpici del 1952, ad Helsinki.

## Palmarès

### Club

#### Competizioni nazionali
- Coppa di Norvegia: 2  (finalista)

Sandefjord: 1957, 1959